# 中西裕一
中西 裕一（なかにし ゆういち、1981年3月6日 - ）は、日本の男性総合格闘家。徳島県北島町出身。元DEEPミドル級王者。元ミドル級キング・オブ・パンクラシスト。

## 来歴
徳島市立高校で柔道部に所属し、北島中時代に黒帯を取得。高校卒業後、シューティングジム横浜に入門した。
2001年9月24日、全日本アマチュア修斗選手権ライトヘビー級に出場。決勝で宇良健吾に判定負けし、準優勝となったもののプロ昇格を決めた。
2002年5月28日、プロ修斗デビュー戦で鹿糠智樹と対戦し、3-0も判定勝ち。
2003年1月24日、修斗で桜井隆多と対戦し、0-3の判定負け。この試合を最後に2003年6月1日付けでシューティングジム横浜から離れ、フリーランスとして活動。
2003年7月27日、パンクラスに初出場し、ネオブラッド・トーナメントミドル級（-82kg）に出場。1回戦で金井一朗に判定勝ちすると、決勝では奥田正勝に腕ひしぎ十字固めで一本勝ちを収め優勝した。
2005年5月7日、Rumble on the Rockでヘナート・ヴェリッシモと対戦し、ドクターストップでTKO負けを喫した。
2006年12月2日、ミドル級キング・オブ・パンクラス決定戦で竹内出と対戦し、2-1の判定勝ちを収め王座獲得に成功した。
2007年8月25日、BodogFightでティム・マッケンジーと対戦し、チョークスリーパーで一本負け。
2007年11月28日、ミドル級キング・オブ・パンクラスタイトルマッチで挑戦者の竹内出と再戦し、0-3の判定負けを喫し王座陥落した。
2008年2月22日、DEEPに初出場。ミドル級王者決定トーナメント1回戦で石川英司に判定勝ち。5月19日のDEEP 35 IMPACTで行われた準決勝では松井大二郎を下し、決勝では福田力に判定勝ちを収め王座獲得に成功した。
2009年6月30日、DEEP 42 IMPACTのDEEPミドル級タイトルマッチで挑戦者の福田力と再戦し、1-2の判定負けを喫し王座陥落した。
2010年1月24日、ニュージャパンキックボクシング連盟でキックボクシングに初挑戦し、篤志に判定勝ち。

## 人物
- 放送作家を目指しNSCに通っていた。同期には渡辺直美、ジャングルポケットらがいる。

## 戦績

### プロ総合格闘技
| 総合格闘技 戦績 | 総合格闘技 戦績 | 総合格闘技 戦績 | 総合格闘技 戦績 | 総合格闘技 戦績 | 総合格闘技 戦績 | 総合格闘技 戦績 |
| --------------- | --------------- | --------------- | --------------- | --------------- | --------------- | --------------- |
| 21 試合         | (T)KO           | 一本            | 判定            | その他          | 引き分け        | 無効試合        |
| 9 勝            | 1               | 1               | 7               | 0               | 3               | 0               |
| 9 敗            | 1               | 1               | 7               | 0               | 3               | 0               |

| 勝敗 | 対戦相手               | 試合結果                        | 大会名                                                                        | 開催年月日     |
| ×    | 福田力                 | 5分3R終了 判定1-2               | DEEP 42 IMPACT 【DEEPミドル級タイトルマッチ】                                 | 2009年6月30日  |
| ×    | 白井祐矢               | 5分3R終了 判定0-3               | DEEP 39 IMPACT                                                                | 2008年12月10日 |
| ○    | 福田力                 | 5分2R終了 判定3-0               | DEEP 35 IMPACT 【ミドル級王者決定トーナメント 決勝】                          | 2008年5月19日  |
| ○    | 松井大二郎             | 5分2R終了 判定3-0               | DEEP 35 IMPACT 【ミドル級王者決定トーナメント 準決勝】                        | 2008年5月19日  |
| ○    | 石川英司               | 5分3R終了 判定2-1               | DEEP 34 IMPACT 【ミドル級王者決定トーナメント 1回戦】                         | 2008年2月22日  |
| ×    | 竹内出                 | 5分3R終了 判定0-3               | PANCRASE 2007 RISING TOUR 【ミドル級キング・オブ・パンクラス タイトルマッチ】 | 2007年11月28日 |
| ×    | ティム・マッケンジー   | 2R 1:12 チョークスリーパー      | BodogFight: Vancouver                                                         | 2007年8月25日  |
| ○    | 竹内出                 | 5分3R終了 判定2-1               | PANCRASE 2006 BLOW TOUR 【ミドル級キング・オブ・パンクラス決定戦】            | 2006年12月2日  |
| △    | 瓜田幸造               | 5分2R終了 判定1-0               | PANCRASE 2006 BLOW TOUR                                                       | 2006年4月9日   |
| △    | 佐藤隆平               | 5分3R終了 判定0-0               | W-CAPSULE Vol.1                                                               | 2006年1月28日  |
| △    | 久松勇二               | 5分2R終了 判定1-0               | PANCRASE 2005 SPIRAL TOUR                                                     | 2005年8月27日  |
| ×    | ヘナート・ヴェリッシモ | 2R 2:32 TKO（ドクターストップ） | Rumble on the Rock 7                                                          | 2005年5月7日   |
| ×    | 石川英司               | 5分3R終了 判定0-3               | PANCRASE 2004 BRAVE TOUR                                                      | 2004年12月21日 |
| ×    | 三浦広光               | 5分2R終了 判定0-2               | PANCRASE 2004 BRAVE TOUR                                                      | 2004年9月24日  |
| ○    | 長谷川秀彦             | 5分3R終了 判定2-0               | PANCRASE 2004 BRAVE TOUR                                                      | 2004年5月28日  |
| ×    | 佐藤光留               | 5分3R終了 判定0-2               | PANCRASE 2004 BRAVE TOUR                                                      | 2004年3月29日  |
| ○    | 窪田幸生               | 2R 2:46 TKO（パウンド）         | PANCRASE 2003 HYBRID TOUR                                                     | 2003年10月31日 |
| ○    | 奥田正勝               | 2R 4:35 腕ひしぎ十字固め        | PANCRASE 2003 HYBRID TOUR 【ネオブラッド・トーナメント ミドル級 決勝】        | 2003年7月27日  |
| ○    | 金井一朗               | 5分2R終了 判定3-0               | PANCRASE 2003 HYBRID TOUR 【ネオブラッド・トーナメント ミドル級 1回戦】       | 2003年7月27日  |
| ×    | 桜井隆多               | 5分2R終了 判定0-3               | 修斗                                                                          | 2003年1月24日  |
| ○    | 鹿糠智樹               | 5分2R終了 判定3-0               | 修斗 SHOOTO GIG EAST 09                                                       | 2002年5月28日  |

### アマチュア総合格闘技
| 勝敗 | 対戦相手 | 試合結果            | 大会名                                                    | 開催年月日    |
| ×    | 宇良健吾 | 3分2R終了 判定39-41 | 第8回全日本アマチュア修斗選手権 【ライトヘビー級 決勝】   | 2001年9月24日 |
| ○    | 出口高士 | 1:39 三角絞め       | 第8回全日本アマチュア修斗選手権 【ライトヘビー級 準決勝】 | 2001年9月24日 |
| ○    | 坂井圭介 | 3:41 三角絞め       | 第8回全日本アマチュア修斗選手権 【ライトヘビー級 2回戦】  | 2001年9月24日 |

### キックボクシング
| 勝敗 | 対戦相手 | 試合結果       | 大会名                                                   | 開催年月日    |
| ×    | 國吉     | 3R終了 判定0-3 | 新日本キックボクシング協会「FINAL 武田幸三引退記念興行」 | 2010年5月16日 |
| ○    | 篤志     | 3R終了 判定2-0 | ニュージャパンキックボクシング連盟「熱風 零壱」          | 2010年1月24日 |

## 獲得タイトル
- 東日本アマチュア修斗選手権 ライトヘビー級 優勝（2000年）
- パンクラス 第9回ネオブラッド・トーナメント ミドル級 優勝（2003年）
- 第6代ミドル級キング・オブ・パンクラス王座（2006年）
- 第4代DEEPミドル級王座（2008年）